# Hollywood es así
Hollywood es así es una película chilena de 1944 filmada en blanco y negro, dirigida por Jorge Délano (Coke) y protagonizada por la actriz chilena María Maluenda.
Filmada durante la II Guerra Mundial, la película tuvo un limitado presupuesto que fue superado con creatividad y una divertida presentación.

## Argumento
La pueblerina María Contreras (María Maluenda) gana un concurso llamado Beauty factory, cuyo premio es un viaje a Hollywood, a pesar de la oposición de su novio Andrés (Pedro de la Barra), un joven médico que nada puede hacer para impedir que María cumpla su sueño.
Ella emprende el viaje, conociendo en el vuelo el empresario Maurice Silverstein, que le ofrece representarla en su naciente carrera artística. Mientras sueña con estampar su huella entre las de los famosos actores de la época en el paseo del teatro Chino.
Llegada a Hollywood consigue un empleo con el director Herbert Polish (Ricardo Moller), quien esta por terminar una película con la actriz Constance White, que muere trágicamente en un accidente de tránsito, por lo que María terminará la película sin que nadie pueda reconocerla.
Se entera de que su novio Andrés llega a Hollywood y dejando atrás sus sueños de fama vuelve con el a Chile.
La película confunde la realidad con lo onírico, y como los sueños terminan estrellándose con la verdadera cara del mundo del cine, decepcionando a la joven María.

## Elenco[2]
- María Maluenda como María Contreras
- Guillermo Yánquez
- Pedro de la Barra como Andrés
- Ricardo Moller como Herbert Polish
- Virginia Fischer
- Adolfo Yankelevich
- Maddy Paulin
- Italo Martínez
- Jorge Quevedo
- Blanca Sáez
- Domingo Tessier
- Rolando Caicedo
- Lucho Souza
- Roberto Parada
- Agustín Siré
- Enrique Marget
- Mafalda Tinelli
- Mario Ortega
- Eduardo Alcaraz
- Hernán Lathrop
- Jacobo Munick
- Thomas Stanley
- José Alamiro
- Horacio Peterson
- Jorge Lillo
- Julio Valderas
- Víctor Valderas